# Manden bag døren
Manden bag døren er en dansk dramafilm fra 2003, instrueret af Jesper W. Nielsen, der også har skrevet manuskriptet med Anker Li. Filmen er baseret på den autentiske historie om Flemming Pedersen, der kørte en tur med sin afdøde far bag på sin motorcykel.

## Medvirkende
- Nikolaj Coster Waldau
- Iben Hjejle
- Per Oscarsson
- Rita Angela
- Lars Hjortshøj
- Jens Arentzen
- Jesper Vigant
- Margrethe Koytu
- Christian Mosbæk
- Trine Appel
- Steen Stig Lommer
- Lene Tiemroth
- Finn Nielsen
- Bente Conradi
- Laura Christensen